# Masacre de Broniki
La masacre de Broniki hace referencia al asesinato de soldados de la Wehrmacht a manos de tropas del Ejército Rojo, ocurrido el 1 de julio de 1941 cerca de Broniki, en el raión de Rivne, al oeste de Ucrania.De las 153 víctimas pertenecientes al Regimiento de Infantería Motorizada 35 que se encontraron, 132 fueron asesinadas de forma brutal y presentaban mutilaciones, según informó posteriormente el comandante de la 25ª División de Infantería Motorizada.
Algunos soldados del batallón lograron sobrevivir, aunque quedaron gravemente heridos o consiguieron escapar. Más tarde, durante una audiencia investigativa dirigida por el juez Dr. Henrich de la 25ª División de Infantería Motorizada, junto a otros tres jueces militares designados por la Wehrmacht para esclarecer el incidente, se estableció que los prisioneros fueron obligados a despojarse de su ropa y entregar sus pertenencias de valor.Luego, fueron ejecutados a tiros. Además, se reportaron heridas causadas por granadas y heridas por bayoneta.
El 21 de marzo de 1983, la Radio de Alemania Occidental (WDR) emitió un documental fundamentado en la investigación de Alfred de Zayas, que también incluyó imágenes de propaganda de las tropas de la Wehrmacht relacionadas con la masacre. En el programa, varios testigos compartieron sus relatos con los periodistas.